# 于莎燕
于莎燕（1955年11月—），女，汉族，山东临朐人，中华人民共和国政治人物。大连外国语学院日语系日语专业毕业，大学本科学历。

## 生平
1972年12月参加工作。1982年12月加入中国共产党。历任黑龙江省计划委员会科员、副科长、科长、副处长、处长、副主任，省发展计划委员会副主任，中共绥化市委副书记、代市长、市长等职。2008年1月当选黑龙江省人民政府副省长。2016年1月，被免去黑龙江省人民政府副省长职务，当选黑龙江省政协副主席。